# Армагеддон
Армагеддон (дав.-гр. Αρμαγεδδών; рідко Гар-Маґедо́н, з івриту — «гора Мегіддо», або «гора збору військ») — пророковане Біблією місце збору військ в кінці часів.

## Армагеддон у Біблії
У Біблії слово «Армагеддон» згадується лише один раз в книзі Об'явлення 16-му розділі і 16-му вірші в контексті, де ангели виливали «сім чаш гніву Божого».
|  | І я бачив, що виходили з уст змія, і з уст звірини, і з уст неправдивого пророка три духи нечисті, як жаби, це духи демонські, що чинять знаки. Вони виходять до царів усього всесвіту, щоб зібрати їх на війну того великого дня Вседержителя Бога. Ось іду, немов злодій! Блаженний, хто чуйний, і одежу свою береже, щоб нагим не ходити, і щоб не бачили ганьби його! І зібрав їх на місце, яке по-єврейському зветься Армагеддон. |

## Географічне та історичне підґрунтя
Буквальної гори Мегіддо немає; є тільки пагорб приблизно 21 метр заввишки, де лежать руїни стародавнього міста Мегіддо. Цей пагорб розташований неподалік із південно-східного боку гори Кармел на Ездрілонській рівнині, її довжина — 32 кілометри, а ширина у східній частині — 29 кілометрів.
Там начальник ханаанського війська Сісера нібито зазнав поразки від ізраїльського судді Барака.
Тутмос III, єгипетський фараон, сказав: «Здобуття тисяч міст — це здобуття Мегіддо».